# Césarville-Dossainville
Césarville-Dossainville è un comune francese di 220 abitanti situato nel dipartimento del Loiret nella regione del Centro-Valle della Loira.

## Società

### Evoluzione demografica
Abitanti censiti